# 蜈蚣草属
娱蚣草属（学名：Eremochloa）是禾本科下的一个属，为多年生草本植物。该属共有约10种，分布于东南亚。

## 下属物种
- 西南马陆草 Eremochloa bimaculata
- 蜈蚣草 Eremochloa ciliaris（Linn.）Merr.
- 假俭草 Eremochloa ophiuroides
- 马陆草 Eremochloa zeylanica